# Stirpe di sangue
Stirpe di sangue, noto anche con il titolo Brotherhood - Stirpe di sangue (The Brotherhood) è un film del 2001 diretto da David DeCoteau.

## Trama
Alla Drake University la migliore confraternita studentesca è la Doma Tau Omega, comandata dal carismatico Devon Isley. Fanno le feste migliori, hanno i migliori risultati ai test e conducono uno stile di vita che gli altri studenti non possono permettersi. Il giovane e promettente atleta Chris Chandler vorrebbe entrare nella confraternita e la stessa confraternita lo vuole tra i suoi membri.
In realtà i membri della Doma Tau Omega altro non sono che dei vampiri assetati di sangue che vivono da oltre cento anni nutrendosi del sangue dei loro compagni di college. Dan e Megan, due amici di Chris, venuti a conoscenza della cosa fanno di tutto per salvare l'amico prima che sia troppo tardi per lui.

## Citazioni cinematografiche
- Un personaggio del film dice ad un altro "Hai mai visto Le chiavi del paradiso?"
- Un personaggio del film dice di aver visto i film Animal House, La rivincita dei nerds e Dal college con furore.
- Un personaggio del film parla del film Highlander - L'ultimo immortale.

## Sequel
Il successo del film ha portato alla realizzazione di ben cinque seguiti.
- L'undicesimo comandamento (The Brotherhood II: Young Warlocks) (2001)
- Brotherhood III - Giovani demoni (The Brotherhood III: Young Demons) (2003)
- The Brotherhood - Patto di sangue (The Brotherhood IV: The Complex) (2005)
- The Brotherhood V: Alumni (2009)
- The Brotherhood VI: Initiation (2009)

## Pseudo remake
Il film Giovani vampire del 2004 è una sorta di remake del film avendo trama molto simile e lo stesso regista.